# NGC 4789
NGC 4789 é uma galáxia lenticular (S0) localizada na direcção da constelação de Coma Berenices. Possui uma declinação de +27° 04' 04" e uma ascensão recta de 12 horas, 54 minutos e 19,2 segundos.
A galáxia NGC 4789 foi descoberta em 6 de Abril de 1785 por William Herschel.